# 스베틀라나 갈랸트
스베틀라나 알렉세예브나 갈랸트(러시아어: Светла́на Алексе́евна Галянт, 1973년 5월 23일~)는 러시아의 전직 유도 선수, 삼보 선수이다. 1996년 하계 올림픽 여자 유도 하프헤비급에 참가했으며 삼보 선수로서 세계 선수권 대회 7회, 유럽 선수권 대회 6회 우승을 달성했다.